# 南4線駅
南4線駅（みなみよんせんえき）は、かつて北海道石狩郡石狩町（現在の石狩市樽川）にあった軽石軌道の駅（廃駅）である。

## 歴史
- 1922年（大正11年）10月28日 - 軽石軌道軽川 - 花畔間開業に伴い当駅が開業。
- 1937年（昭和12年）9月 - 軽石軌道の運行休止により当駅の営業を休止。
- 1940年（昭和15年）10月23日 - 軽石軌道廃止により廃駅。

## 駅構造
駅舎はなかった。

## 駅周辺
当駅は石狩手稲通と四線（西側）および西5丁目樽川通（東側）の交差地点（現在の花川南9-1・樽川交差点）付近に存在していた。
- 北海道道44号石狩手稲線（石狩手稲通）
- 北海道道865号樽川篠路線（西5丁目樽川通）
- 石狩市立樽川中学校
- 石狩市立花川南中学校
- 北海道石狩南高等学校

## 隣の駅
軽石軌道
軽石軌道線
新川駅 - 南4線駅 - 南7線駅